# Sárközy Szabolcs
Sárközy Szabolcs (Kaposvár, 1926–) magyar építészmérnök.

## Szakmai tevékenysége
1946 őszén kezdte meg, majd megszakítással 1957-től folytatta tanulmányait a József Nádor Műszaki Egyetem Építészmérnöki Karán. 1952-től mint technikus, 1961-től mint mérnök dolgozott az újonnan alakult építőipar területén. Tervei között több budapesti családi ház, társasház és irodaház szerepel, melyek közül nem csak mint tervező, hanem beruházóként és műszaki ellenőrként is jelen volt.
Első terve 1959-ben a II. kerületi Kapy u. 6. sz. alatti háromlakásos családi ház volt. 1961-es diplomaterve egy 9 lakásos társasház komplett dokumentációjának elkészítése volt, mely alapján épült fel a XI. kerületi Köbölkút u. 17., 13., és a II. Kerület Pasaréti u. 117. sz. társasházak. 1965 után a Hungexpo állományában, mint felelős beruházó vett részt az V ker. Arany János u. 6-8. sz. irodaház építésében. 2000 után mint nyugdíjas, több lakóépület együttesnek is beruházójaként és műszaki ellenőreként aktívan vett részt.

## Jelentős alkotásai
- Budapest: II. k. Kapy u. 6. sz. családiház
- 1961-es diplomaterve egy 9 lakásos társasház komplett dokumentációja
- XI. kerületi Köbölkút u. 17., 13.
- II. Kerület Pasaréti u. 117. sz. társasházak.

## Külső hivatkozások
- http://www.foto.bme.hu